# Rhynchostegium nigrescens
Rhynchostegium nigrescens là một loài rêu trong họ Brachytheciaceae. Loài này được Besch. mô tả khoa học đầu tiên năm 1898.